# مصطفی سلیمی (سیاستمدار)
مصطفی سلیمی (زاده ۱۳۴۵ در شهر ری) دوران ابتدایی، راهنمایی و دبیرستان را در شهر ری گذرانده و با آغاز جنگ تحمیلی عراق علیه ایران در سال ۱۳۵۹، از میانه دبیرستان به همراه دو برادر بزرگترش علی و محمد راهی جبهه‌های جنگ شد. هر دو برادرش به فاصله کوتاهی در سال‌های اولیه جنگ، به درجه رفیع شهادت نایل می‌آیند و خود با زخم‌هایی بر دل و جان، به عنوان جانباز از جنگ تحمیلی که هشت سال در آن حضور داشت، باز می‌گردد.
او علاوه بر اینکه دکترای محیط زیست دارد، کارشناس مهندسی شیمی از دانشگاه تهران، و کارشناسی ارشد مدیریت دولتی را در کارنامه تحصیلی خود نیز دارد.
مصطفی سلیمی در فاصله تأیید شهرداری محمدعلی نجفی توسط وزارت کشور در ۵ شهریور ۱۳۹۶ برای ساعتی به عنوان سرپرست شهرداری تهران انتخاب شد. اعضای شورای شهر تهران، ری و تجریش با ۲۰ رای از ۲۱ رای با انتخاب مصطفی سلیمی، سیاستمدار اصلاح‌طلب به عنوان سرپرست شهرداری تهران موافقت کرده بودند.

## سوابق اجرایی
مصطفی سلیمی، مسئول ارزشیابی و کنترل عملکرد وزارت کشور، مسئول رسیدگی به شکایات وزارت کشور در دوره ریاست جمهوری سید محمد خاتمی بوده‌است.

## سوابق شهرداری
سلیمی سابقه طولانی در کارهای اجرایی به خصوص در شهرداری تهران داشته‌است. از جمله سوابق اجرایی مصطفی سلیمی می‌توان به موارد زیر اشاره کرد:
- مدیرکل حراست شهرداری تهران در دوره شهرداری غلامحسین کرباسچی
- شهردار منطقه ۱۸ تهران
- مدیر عامل سازمان پسماند شهرداری تهران
- شهردار منطقه ۶
- شهردار منطقه ۱۹
- شهردار منطقه ۲۱ [۱]
- شهردار منطقه ۳

او در انتخابات شورای اسلامی شهر و روستا ۱۳۹۶ ثبت نام کرد اما در نهایت از این انتخابات انصراف داد.
سلیمی در شهریور ۱۳۹۶ توسط محمدعلی نجفی به عنوان شهردار منطقه ۳ انتخاب شد و در ۱۳ مهر ۱۳۹۹ توسط پیروز حناچی به عنوان سرپرست معاونت هماهنگی امور مناطق شهرداری تهران جایگزین شاپور رستمی شد.

## سوابق فرهنگی
مصطفی سلیمی، در سال ۱۳۹۳ عضو هیئت مدیره باشگاه فرهنگی، ورزشی پرسپولیس شد.

## پایان فعالیت در شهرداری تهران
در ۲۸ خرداد ۱۴۰۰ پیروز حناچی شهردار تهران با درخواست بازنشستگی مصطفی سلیمی معاون هماهنگی  امور مناطق شهرداری تهران موافقت کرد.

## سابقه زندان
مصطفی سلیمی، عضو هیئت مدیره باشگاه پرسپولیس و شهردار منطقه ۲۱ تهران روز (چهارشنبه) ۲۰ اسفند ماه ۱۳۹۳ بعد از حضور در شعبه ۲ دادسرای فرهنگ و رسانه بازداشت شد. گفته می‌شد که بازداشت سلیمی مرتبط با پرونده حمیدرضا سیاسی مدیرعامل پیشین و بازداشتی پرسپولیس است؛ اما او در روزهای آخر اسفند ماه همان سال و با تبرئه از اتهامات واره آزاد شد.